# Scalloway
Scalloway (altnordisch: Skálavágr; hanseatisch: Schaldewage) ist ein Ort auf der zu den Shetlandinseln gehörenden Insel Mainland, sowie ein Community council area im südlichen Teil der Civil parish Tingwall. Scalloway ist die zweitgrößte Stadt der Shetland-Inseln. Sie war bis 1708 die Hauptstadt der Shetlands, als sie von Lerwick als Inselhauptstadt abgelöst wurde. Scalloway hat 1159 Einwohner und stellt damit rund 10 % der Inselbevölkerung Mainlands.
Die größte Sehenswürdigkeit ist Scalloway Castle. Der Earl Patrick Stewart ließ es um 1600 erbauen. Es gilt als typisches Beispiel schottischer Befestigungsanlagen.

## Scalloway Museum
Die Shetlands spielten im Zweiten Weltkrieg eine wichtige Rolle bei der Unterstützung des norwegischen Widerstands. Scalloway war ab Anfang 1942 das „Hauptquartier“ der Widerstandsbewegung und Ziel der Fluchtroute „Shetland Bus“.
Das Museum bietet einen Rückblick in die Geschichte dieser Bewegung.